# علي المرابط
علي المرابط - Ali ELMORABIT  من مواليد عام 1959 بالحسيمة ، هو صحفي مغربي وعضو في الجمعية المغربية لحقوق الإنسان.

## النشأة
عاشَ علي رفقة أسرة أمازيغية متواضعة حيث وُلدَ في قرية صغيرة بالقرب من الحسيمة في شمالي المغرب. تلقى تعليمه الأولي ثم الثانوي حيث نالَ شهادة البكالوريا في القنيطرة وانتقلَ بعدها إلى العاصمة الرباط. سافرَ في وقتٍ لاحق إلى فرنسا حيث تابع دراسة شعبة الأدب هناك. يُعتبر المرابط من قبل الكثيرين أحد أبرز الصحفيين في المغرب حيثُ بدأ كمراسل ثم رئيس التحرير مجلّة إيبدو التي افتتحت حقبة غير مسبوقة من حرية التعبير وحرية الصحافة في المغرب.

## المسيرة المهنية
اشتهرَ علي المرابط في داخل المغرب وخارجه بعدما عمل في مجلة دومان الأسبوعية الساخرة ثم نال شهرة أكبر بحلول 11 آذار/مارس 2000 عندما توسع نطاق عمل المجلة وباتت مشهورة لدى القارئ المغربي. تم تغيير اسم المجلة إلى مجلة دومان وذلك بعدما رُفعت عديد القضايا ضده وضدها في المحكمة.

## الخلافات والسجن
نشرَ علي في 20 تشرين الأول/أكتوبر 2001 مقالا اقترح فيه فرضية بيع القصر الملكي في الصخيرات وذلك بسبب عدم استعماله هذا ناهيك عن أنه يُكلف خزينة الدولة ملايين الدرهم سنويا. بعد شهر واحد فقط تمّ اعتقال المرابط في ظروف قسرية وسريّة ثم تم اقتياده للمحاكمة من قبل أجهزة الأمن. حكمت عليه المحكمة بالسجنِ أربعة أشهر وغرامة قدرها 3000 يورو وذلك بسبب المادة التي نشرها من قبل حول قصر الصخيرات.
اقتيد علي مرة أخرى للمحاكمة لكن هذه المرة يوم 1 نيسان/أبريل 2003 وذلك بسبب مقال له حكى فيه عن بعض المقابلات في مجلة دومان. أُلقي القبض عليه يوم 17 نيسان/أبريل 2003 من قبل اثنين من وكلاء المديرية العامة لمراقبة التراب الوطني في مطار الرباط بينما كان يحاول الوصول إلى باريس لإجراء ندوة حول الحرية في المغرب بناء على دعوة المنتدى المغربي للشباب الديمقراطي في الخارج. بحلول الثاني من أيار/مايو من نفس العام رفضَ مدير شركة إيكو برينت — صاحب دار نشر — طباعة مقالات علي وباقي أعضاء التحرير بسبب الضغط الذي تعرضُ له على يدِ أفراد من سلك المخابرات.
بدأَ علي في 6 أيار/مايو إضرابا عن الطعام للدفاع عن حقوقه. تزامنًا مع هذا وبالتحديد يوم 16 أيار/مايو 2003؛ حصلت خمس هجمات إرهابية هزت الدار البيضاء وقدْ أسفرت عن مقتل أكثر من 40 شخصا وجرح آخرين. بعد هذا «الهجوم» مرّرت الحكومة المغربية بكل سهولة قانونًا حمل اسمَ «قانون مكافحة الإرهاب» وهو قانون فضفاض في جوهره وقد شُبه في الكثير من المرات بقانون باتريوت آكت الذي سنّته الولايات المتحدة بعدَ أحداث الحادي عشر من سبتمبر. حُكم على علي المرابط يوم 21 أيار/مايو بالسجن لمدة أربع سنوات وذلك بتهمة إهانة الملك وتهديد «السلامة الإقليمية» هذا فضلا عن تهديد العائلة الحاكمة. حكم عليه كذلك بدفع غرامة مالية قدرها 2000 يورو كما تمّ حظر الكثير من منشوراته. أنهى إضرابه عن الطعام يوم 23 حزيران/يونيو وذلك بعد خسارته 22 كيلوغرامًا دون أي رد فعل من السلطات المغربية. أُفرج عنه بحلول 7 كانون الثاني/يناير 2004 وذلك بعد عفو ملكي من محمد السادس. تمّ اقتياده إلى المحكمة مرة أخرى في عام 2005 وذلكَ بسبب التعليقات التي أدلى بها خلال مقابلة له مع عددٍ من الصحف. حينها تم منعه من النشر والتحرير في مجلة دومان هذا فضلا عن غرامة مالية ثقيلة.